# Isidor Fischer
Isidor Fischer (* 20. September 1868 in Wien; † 23. Jänner 1943 in Bristol) war ein österreichischer Gynäkologe und Medizinhistoriker.

## Leben und Wirken
Fischer studierte an der Medizinischen Fakultät der Universität Wien, wo er im Jahr 1892 zum Doktor der gesamten Heilkunde promoviert wurde. Nach seiner Ausbildung zum Facharzt für Gynäkologie und Geburtshilfe wurde er ab 1897 Leiter des Frauenkrankeninstituts Charité in Wien.
1914 habilitierte er sich an der Universität Wien für das Fach Geschichte der Medizin. Schwerpunkt der medizinhistorischen Forschungen von Fischer war die Geschichte der Gynäkologie und Geburtshilfe. Nachhaltige Wirkung erlangte er durch sein Biographisches Lexikon, das sich als Standardwerk der deutschen Medizinhistoriographie etablierte.
Nach dem Anschluss Österreichs an das Deutsche Reich erfolgte die Entlassung Fischers von der Universität Wien; er emigrierte 1938 unter Zurücklassung seiner Arztpraxis, seiner umfangreichen Bibliothek und seiner ganzen Habe nach England, wo er 1943 in Armut und Verlassenheit starb.

## Schriften
- als Hrsg.: Biographisches Lexikon der hervorragenden Ärzte der letzten fünfzig Jahre. 2 Bände. Urban & Schwarzenberg, Berlin und Wien 1932–1933; 2. und 3., unveränderte Auflage München und Berlin 1962.
  - und Peter Voswinckel: Biographisches Lexikon der hervorragenden Ärzte der letzten fünfzig Jahre. Band III Nachträge und Ergänzungen. Abu-Korn. Olms – Weidmannsche Verlagsbuchhandlung, Hildesheim 2002, ISBN 978-3-487-11659-4 (Bd. IV bislang nicht erschienen)
- Geschichte der Geburtshilfe in Wien. Leipzig/Wien 1909.
- Geschichte der Gynäkologie. In: Biologie und Pathologie des Weibes. Hrsg. von J. Halban und L. Seitz, Band I, Berlin und Wien 1923, S. 1–202.
- Zur Geschichte der Therapie. Springer, Wien 1925
- Die Gynäkologie bei Dioskurides und Plinius. Springer, Wien 1927
- Theodor Billroth und seine Zeitgenossen. In Briefen an Billroth. Aus dem Archiv der Gesellschaft der Ärzte in Wien. Urban & Schwarzenberg, Berlin und Wien 1929
- Geschichte der jüdischen Ärzte vom frühesten Mittelalter bis zur Gleichberechtigung. Krauss, Samuel. Verlag d. A. S. Bettelheim-Stiftg, Wien 1930
- Die Eigennamen in der Krankheitsterminologie. Perles, Wien 1931
- Wiens Mediziner und die Freiheitsbewegung des Jahres 1848. Verlag der „Ars Medici“, Wien 1935
- Geschichte der Gesellschaft der Ärzte in Wien 1837–1937. Springer, Wien 1938 (anonym)